# Chersotis maraschi
Chersotis maraschi là một loài bướm đêm trong họ Noctuidae.